# Улуа
Улуа (исп. Río Ulúa) — река на севере Гондураса. Берёт начало в департаменте Интибука в окрестностях города Ла-Пас в горах Кордильера-де-Монтесильос. В верхнем течении река появляется из слияния рек Сасагуа и Пурингла и называется Рио-Гранде-де-Оторо. Протекая сначала на север через Санта-Барбару, река поворачивает на восток, пересекая три департамента Кортес, Йоро и Атлантиду, впадает в Гондурасский залив. Притоки: Комаягуа, Хикатуйо, Рио-Бланко, Палаха и другие.